# 小此木八郎
小此木八郎（日语：／ Okonogi Hachirō，1965年6月22日—），日本政治家，自由民主黨黨員，出身於神奈川縣橫濱市中區。曾當選8屆眾議院議員。
歷任經濟產業副大臣（第2次小泉改造內閣、第3次小泉內閣）、國家公安委員會委員長兼任防災及海洋政策內閣府特命擔當大臣（菅義偉內閣）、眾議院安全保障委員長、自由民主黨青年局長、自由民主黨第一副幹事長、自民黨國會對策委員長代理等職務。
是眾議院議員、建設大臣、通商產業大臣、自由民主黨國會策委員長小此木彦三郎的三男。祖父是眾議院議員小此木歌治。

## 外部連結
- 官方網站 （页面存档备份，存于）
- 小此木八郎的Facebook專頁

| 官衔                   | 官衔                                                                 | 官衔                     |
| ---------------------- | -------------------------------------------------------------------- | ------------------------ |
| 前任： 松本純 武田良太 | 國家公安委員會委員長 第93、94代：2017年—2018年 第97代：2020年—2021年 | 繼任： 山本順三 棚橋泰文 |
| 前任： 松本純 武田良太 | 特命擔當大臣（防災） 第28、29代：2017年—2018年 第32代：2020年—2021年 | 繼任： 山本順三 棚橋泰文 |
| 前任： 坂本剛二 泉信也 | 経済産業副大臣 2004年—2005年                                         | 繼任： 西野陽 西川玲子   |
| 議會席位               |                                                                      |                          |
| 前任： 田並胤明        | 眾議院安全保障委員長 2003年—2004年                                   | 繼任： 小林興起          |